# Balkan (zespół muzyczny)
Balkan – jugosłowiański zespół hardrockowy.

## Historia
Zespół założył w 1982 roku gitarzysta i wokalista Aleksandar Cvetković. Debiutancki album Gola istina ukazał się w 1982 roku. Przy nagrywaniu płyty, oprócz Cvetkovicia, udział brali Željko Jerković (gitara), Saša Zavišić (gitara basowa) i Radivoj Bugarski (perkusja). W 1989 zespół oficjalnie zawiesił swoją działalność.

## Dyskografia

### Albumy studyjne
- Gola istina (Jugodisk, 1982)
- Na brdovitom Balkanu (Jugodisk, 1983)
- Homobalcanicus (Jugodisk, 1985)
- Kome verovati (Panonija Koncert, 1989)
- Boli me nepravda (Not On Label (Balkan Self-released), 2007)

### Kompilacje
- Gola Istina / Na brdovitom Balkanu (Raglas Records, 1996)
- Najlepše Pesme 1982-2003  (Take It Or Leave It Records, 2004)
- Antologija 1982-2007 (MCF Records, 2007)

### Single
- Trideset peta šesta (One Records, 2004)

### Inne
- Pop Rock Komplikacija (One Records, 2000)
- Kompilacija 2007 (MCF Records, 2007)